# Río Nun
El río Nun o ued Nun (en árabe: واد نون‎) es un río permanente, el último al norte del Sáhara. Se encuentra al sur de Marruecos, en la región de Guelmim, a unos 70 km al norte del río Draa. Parte de la ladera sur del Anti-Atlas y desemboca en el océano Atlántico en Fum Asaca en la región de Esbuia.
Constituyó el límite sur de la antigua provincia española de Ifni.
Da su nombre a una aldea en la región de Esbuia y al área circundante.